# 武蔵浦和駅

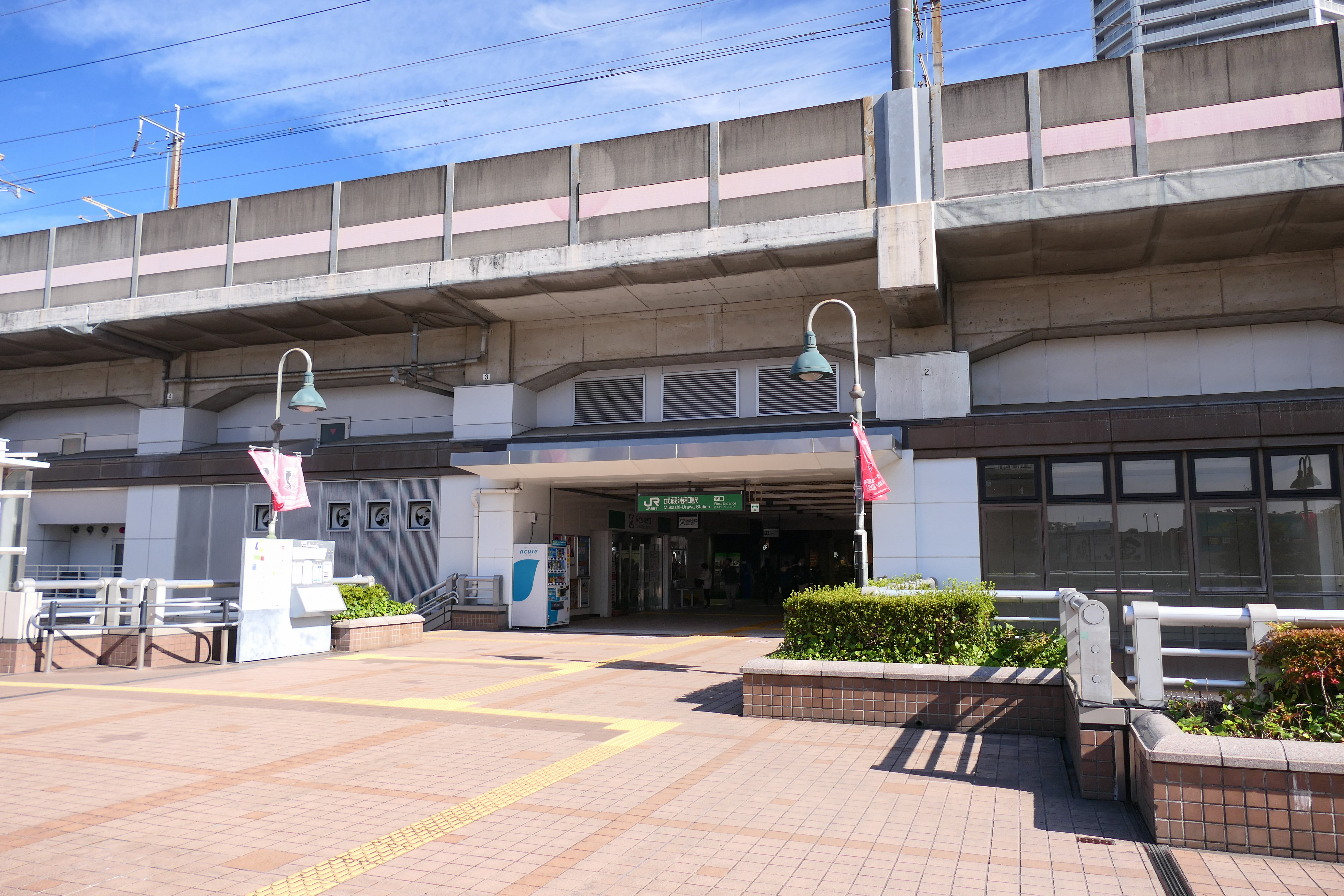
西口（2022年10月）

武蔵浦和駅（むさしうらわえき）は、埼玉県さいたま市南区別所七丁目にある、東日本旅客鉄道（JR東日本）の駅である。

## 乗り入れ路線
当駅に乗り入れている路線は、線路名称上は東北本線（支線）と武蔵野線であり、東北本線を当駅の所属線としている。東北本線については、運転系統としては埼京線の電車が乗り入れており、旅客案内では「東北（本）線」の名称は用いられない。駅番号は埼京線がJA 21、武蔵野線がJM 26。
この他、当駅の武蔵野線西浦和方からは東北本線の与野・大宮方面へ通じる武蔵野線支線（西浦和支線）が分岐している。この支線は主に貨物列車が使用するほか、「しもうさ号」などの旅客列車も経由している。下り線（与野方面）は駅のすぐ西側で武蔵野線から分岐しているが、上り線は西500メートルほどの地点で合流している。これらの分岐・合流地点は、当駅が開業する以前は近隣の「田島」の地名から田島信号場とされていた。

## 歴史
- 1973年（昭和48年）4月1日：日本国有鉄道（国鉄）武蔵野線の田島信号場が開業[4]。
- 1985年（昭和60年）9月30日：埼京線の開通に伴い武蔵浦和駅が開業[2]。田島信号場を当駅構内に統合する。
- 1987年（昭和62年）
  - 4月1日：国鉄分割民営化に伴い、東日本旅客鉄道（JR東日本）の駅となる[2]。
  - 6月28日：駅ビル「武蔵浦和ウィセカンド」が開業[新聞 1]。
- 1991年（平成3年）11月15日：駅ビル「武蔵浦和ウィセカンド」が「ビーンズ武蔵浦和」に改称[5]。
- 1992年（平成4年）8月4日：自動改札機を設置し、使用開始[6]。
- 2001年（平成13年）11月18日：ICカード「Suica」の利用が可能となる[報道 1]。
- 2010年（平成22年）12月4日：ダイヤ改正で武蔵野線で大宮駅と南船橋駅方面を結ぶしもうさ号が運転を開始。これにより、2番線ホームからも大宮駅へ行くことが可能となった[注釈 2]。
- 2014年（平成26年）12月11日：耐震補強工事とともに実施されていた駅全面改修工事（床面を御影石化・トイレ拡張・みどりの窓口移設など[新聞 2]）が完了し、店舗22店から構成される駅ナカ「ビーンズキッチン」が開業[報道 2]。
- 2019年（令和元年）
  - 8月8日：4・5番線の発車メロディが変更される。
  - 11月30日：相鉄・JR直通線開業に伴うダイヤ改正により、朝に相鉄海老名駅との直通列車が設定される[報道 3][注釈 3]。
- 2020年（令和2年）11月16日：改札外に駅ナカシェアオフィス「STATION BOOTH」が開業[7]。
- 2025年（令和7年）
  - 4月16日：3〜6番線の発車メロディが変更される。
  - 5月16日：1・2番線の発車メロディが変更。

## 駅構造
武蔵野線は相対式ホーム2面2線（1・2番線）、埼京線は島式ホーム2面4線（3 - 6番線）を有する高架駅である。埼京線の通勤快速は、当駅で上下線ともほとんどの列車が緩急接続を行う。
埼京線が武蔵野線をオーバークロスしているが、武蔵野線支線への分岐のためそれぞれのホームは両線の交点から少しずれた位置にある。1番線ホームへは階段を使い武蔵野線の線路の下をくぐって至る格好となるため、乗り換えは長い距離を歩く。4・5番線は各駅停車が通勤快速の待ち合わせを行うほか、当駅折り返しの新宿・大崎・新木場・相鉄線直通海老名方面の列車が使用する。武蔵野線と埼京線との連絡通路には、埼京線の始発電車の時間が書かれているポスターがある。
改札口は一カ所のみである。指定席券売機・自動券売機・みどりの窓口が埼京線ホーム下の改札口右手に設置されている。
直営駅であり、当駅と戸田公園駅、北朝霞駅を融合した浦和西営業統括センターの所在駅である。浦和西営業統括センターとして埼京線戸田公園駅 - 北与野駅間、武蔵野線西浦和駅、北朝霞駅を管理し、大宮支線の別所信号場のポイント操作を行う。

### のりば
埼京線ホームは外側の3番線と6番線を本線としており、当駅で通勤快速の待ち合わせを行う各駅停車や当駅折り返しの列車は、待避線である4番線と5番線を使用する。
| 番線      | 路線     | 方向 | 方向 | 行先                                      | 備考                    |
| --------- | -------- | ---- | ---- | ----------------------------------------- | ----------------------- |
| 2階ホーム |          |      |      |                                           |                         |
| 1         | 武蔵野線 | 下り | 下り | 南浦和・新松戸・西船橋方面                |                         |
| 2         | 武蔵野線 | 上り | 上り | 西国分寺・府中本町方面 ■しもうさ号 大宮行 |                         |
| 3階ホーム |          |      |      |                                           |                         |
| 3         | 埼京線   | 南行 | 上り | 池袋・新宿・大崎・りんかい線・相鉄線方面  |                         |
| 4         | 埼京線   | 南行 | 上り | 池袋・新宿・大崎・りんかい線方面          | 通勤快速の待ち合わせ    |
| 5         | 埼京線   | 南行 | 上り | 池袋・新宿・大崎・りんかい線・相鉄線方面  | 当駅始発 すべて各駅停車 |
| 5         | 埼京線   | 北行 | 下り | 大宮・川越方面                            | 通勤快速の待ち合わせ    |
| 6         | 埼京線   | 北行 | 下り | 大宮・川越方面                            |                         |

（出典：JR東日本:駅構内図）

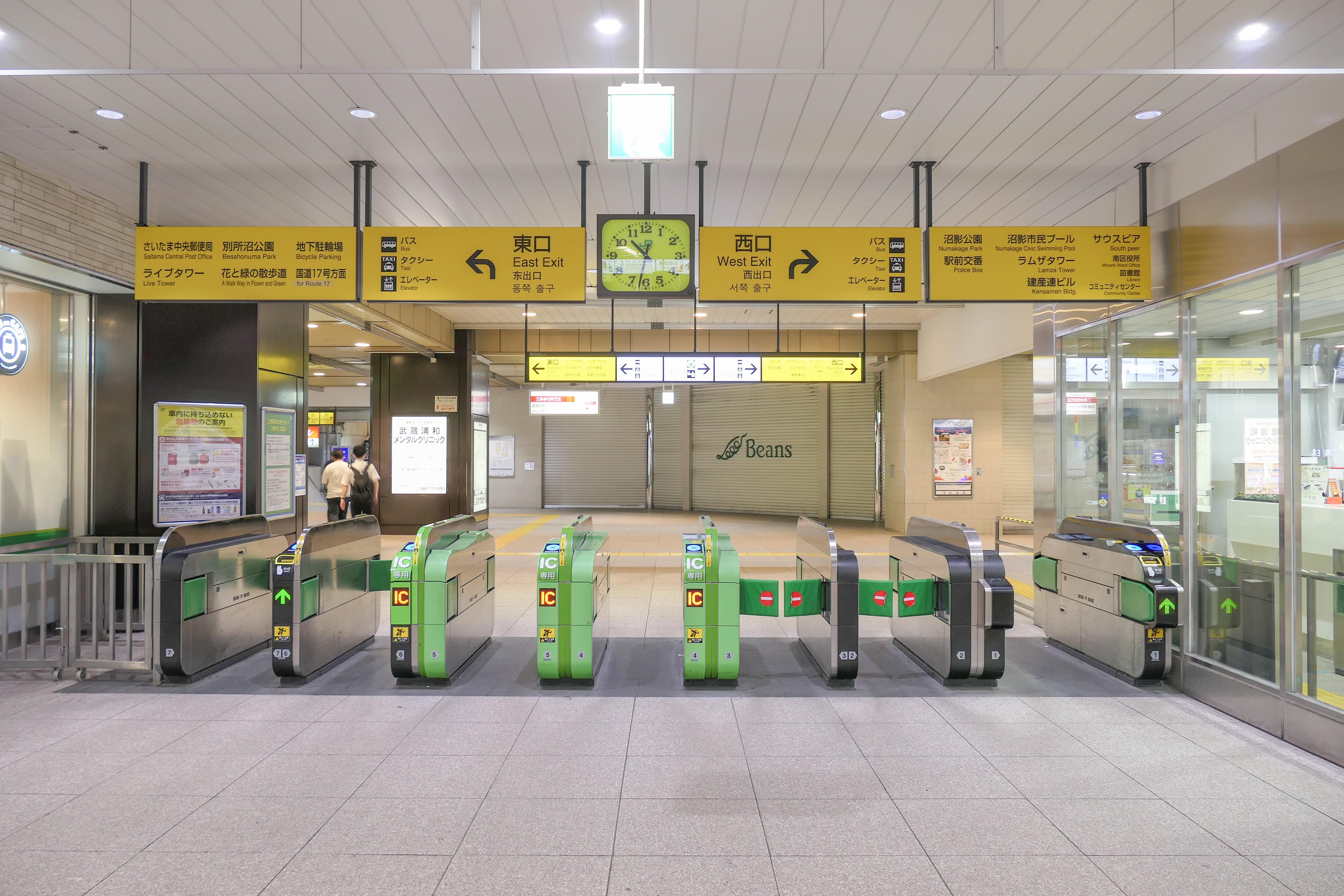
改札口（2022年8月）
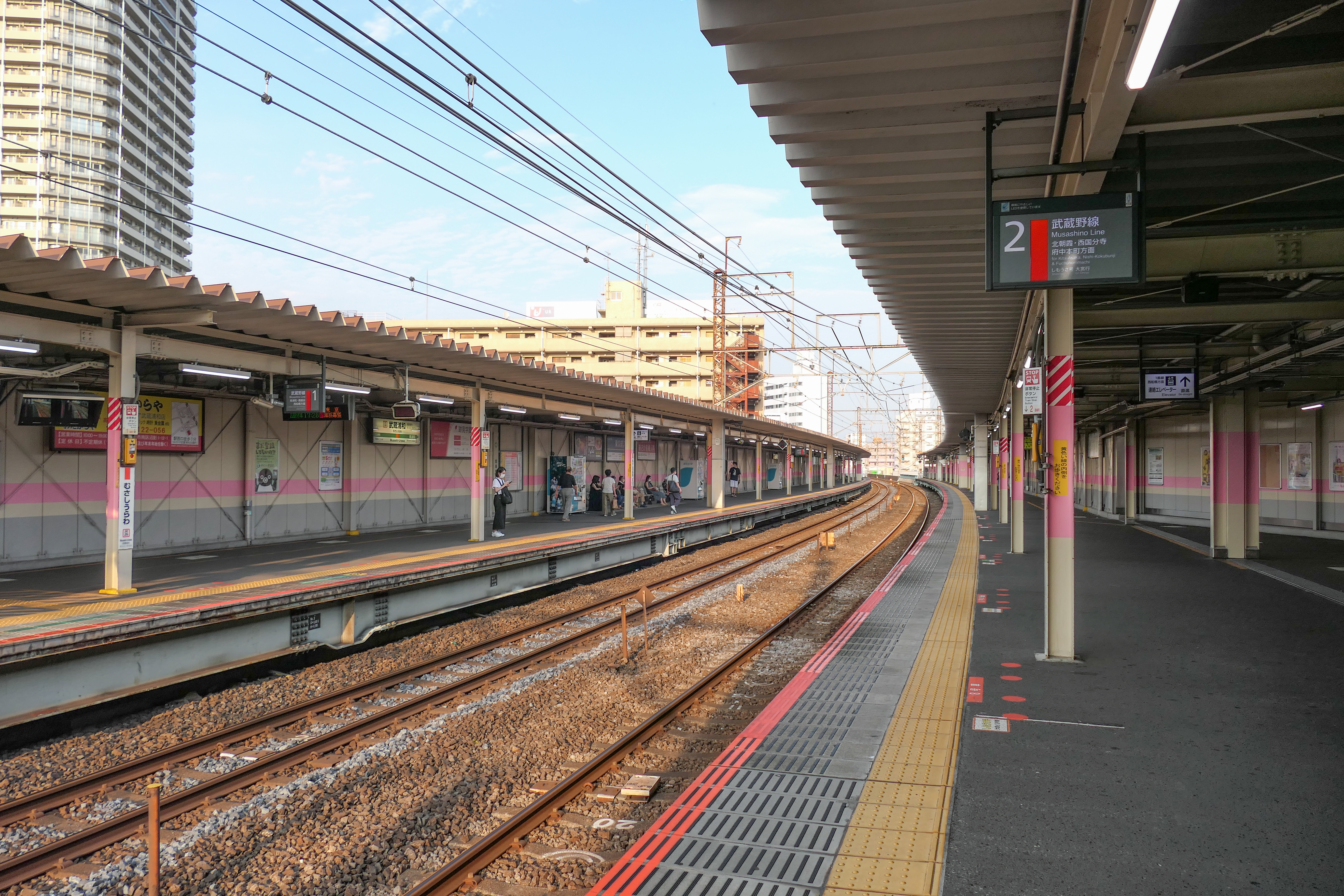
1・2番線（武蔵野線）ホーム（2022年8月）
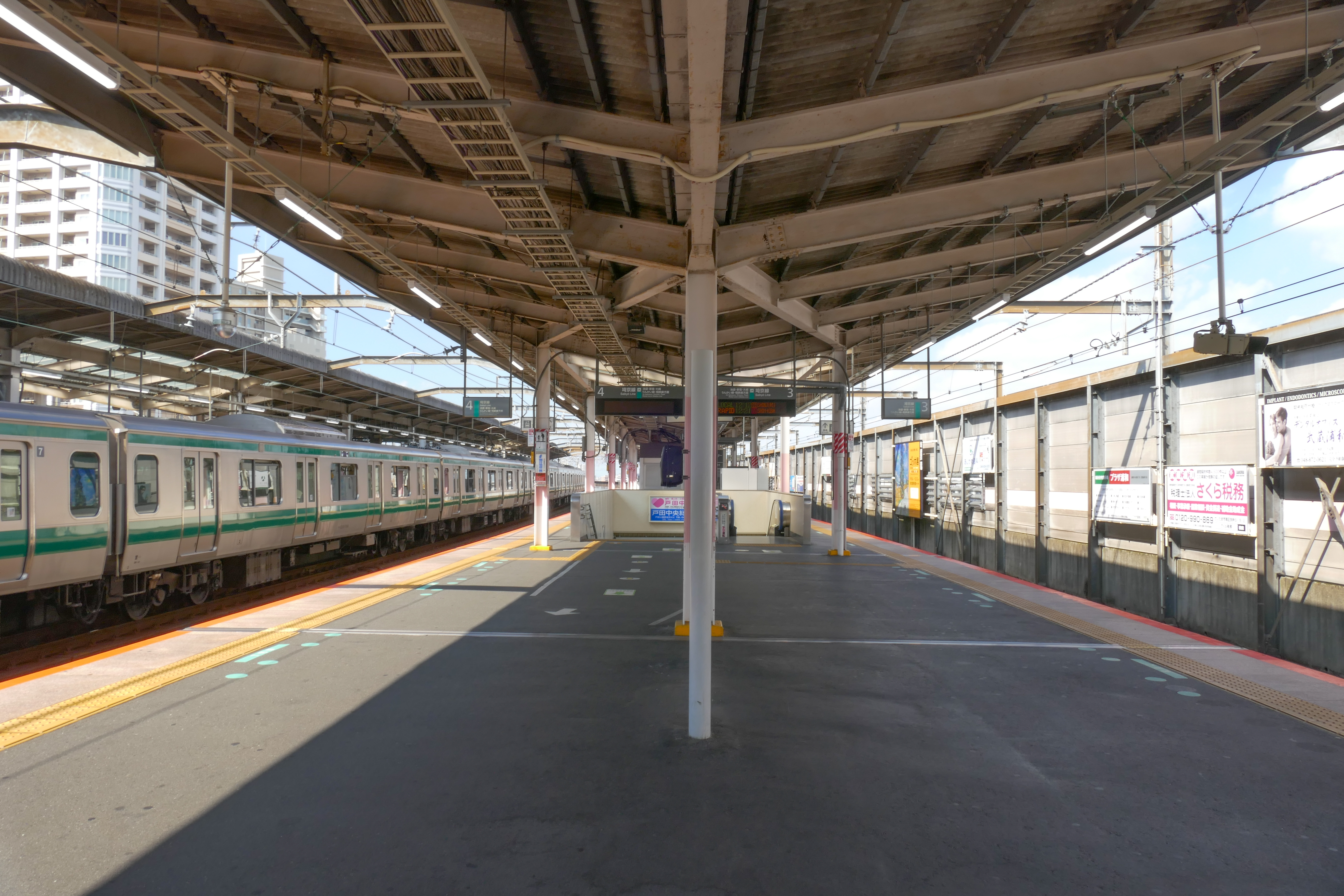
3・4番線（埼京線）ホーム（2021年10月）
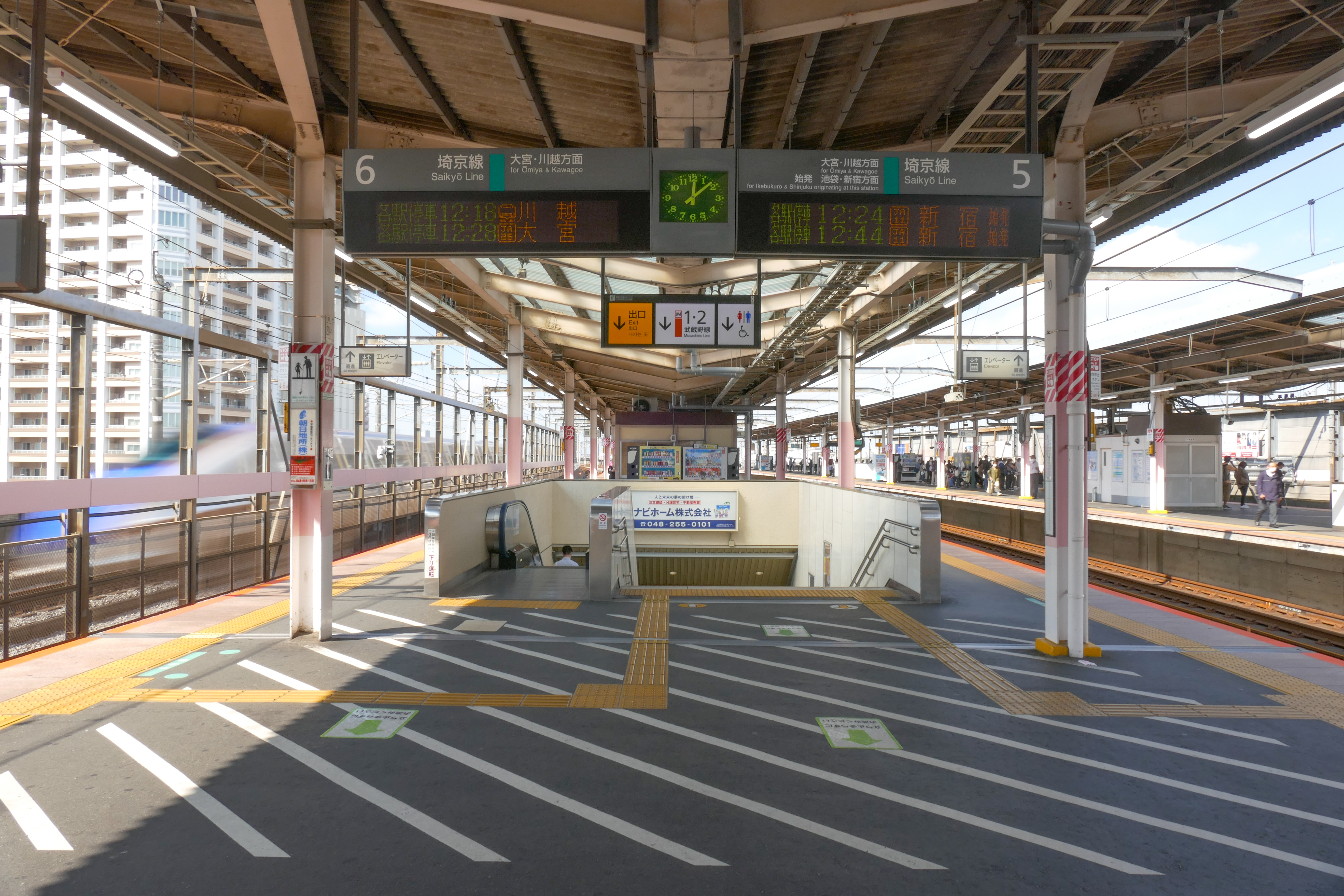
5・6番線（埼京線）ホーム（2021年10月）

### ステーションカラー
1985年9月30日開業の埼京線の各駅（北赤羽駅 - 北与野駅間）には、駅ごとに異なる色が配されている。当駅のカラーは桜色（■）である。その後、武蔵野線の駅カラー導入時にも当駅は埼京線のホームと同じ色になっている。

### 改札内の主な旅客設備
バリアフリー設備は、埼京線ホーム（3・4番線、5・6番線）へは上り・下りエスカレーターとエレベーターが各1基設置されている。このうちエスカレーターは、平日朝ラッシュ時には2台とも上り専用となる。武蔵野線ホームの2番線（府中本町方面）へは階段を使わずに移動できる。1番線（西船橋方面）側にはエスカレーターが設置されているが、エスカレーター設置以前は階段昇降機（リフト）が設置されていた。また、1番線と2番線とはエレベーター2基と通路で結ばれている（2014年3月17日に供用開始）。
トイレは、改札内に1箇所設置されている。多機能トイレも設置されている。
コインロッカーおよび証明写真自動撮影機が、改札内外にそれぞれ1箇所設置されている。

### 駅ナカ
改札内を通過する乗り換え客が一日約15万人に上ることから（下記）、2014年12月11日に店舗22店で構成される駅ナカビーンズキッチンを開業した。運営はジェイアール東日本都市開発が行っている。また、老舗書店として知られる須原屋が初めて駅ナカに店舗を展開した。その他のテナントの詳細は公式サイト「フロアガイド」を参照

## 利用状況
2023年度（令和5年）度の1日平均乗車人員は48,677人で、JR東日本管内では市ケ谷駅に次いで第89位である。
また、2010年度（平成22年度）の埼京線 - 武蔵野線間の1日平均乗換人員は91,971人である。なお、統計には含まれていない乗り換え客も含めた場合は1日約15万人となっている。
埼京線の赤羽駅 - 大宮駅間で通勤快速が停車する唯一の駅であることもあり、都心への距離やアクセス時間が短い駅として利便性が高い。再開発によってタワーマンションが次々と建設されていることから、利用者数は増加傾向にある。埼京線内（大崎駅 - 大宮駅間）では20駅中第8位、武蔵野線内では26駅中南浦和駅に次いで第5位である。
開業以降の年度別の1日平均乗車人員は下表の通りである。
| 年度               | 1日平均 乗車人員 | 出典     |
| ------------------ | ---------------- | -------- |
| 1985年（昭和60年） | 7,446            |          |
| 1986年（昭和61年） | 11,269           |          |
| 1987年（昭和62年） | 14,913           |          |
| 1988年（昭和63年） | 18,174           |          |
| 1989年（平成元年） | 20,269           |          |
| 1990年（平成02年） | 22,294           |          |
| 1991年（平成03年） | 23,950           |          |
| 1992年（平成04年） | 25,515           |          |
| 1993年（平成05年） | 26,392           |          |
| 1994年（平成06年） | 27,194           |          |
| 1995年（平成07年） | 28,018           |          |
| 1996年（平成08年） | 29,187           |          |
| 1997年（平成09年） | 29,482           |          |
| 1998年（平成10年） | 31,017           |          |
| 1999年（平成11年） | 31,510           | [ * 1 ]  |
| 2000年（平成12年） | 32,280           | [ * 2 ]  |
| 2001年（平成13年） | 34,307           | [ * 3 ]  |
| 2002年（平成14年） | 36,431           | [ * 4 ]  |
| 2003年（平成15年） | 37,994           | [ * 5 ]  |
| 2004年（平成16年） | 38,958           | [ * 6 ]  |
| 2005年（平成17年） | 39,847           | [ * 7 ]  |
| 2006年（平成18年） | 41,318           | [ * 8 ]  |
| 2007年（平成19年） | 42,919           | [ * 9 ]  |
| 2008年（平成20年） | 44,115           | [ * 10 ] |
| 2009年（平成21年） | 45,327           | [ * 11 ] |
| 2010年（平成22年） | 45,978           | [ * 12 ] |
| 2011年（平成23年） | 46,290           | [ * 13 ] |
| 2012年（平成24年） | 47,236           | [ * 14 ] |
| 2013年（平成25年） | 48,610           | [ * 15 ] |
| 2014年（平成26年） | 48,588           | [ * 16 ] |
| 2015年（平成27年） | 50,407           | [ * 17 ] |
| 2016年（平成28年） | 51,849           | [ * 18 ] |
| 2017年（平成29年） | 53,533           | [ * 19 ] |
| 2018年（平成30年） | 53,963           | [ * 20 ] |
| 2019年（令和元年） | 53,992           | [ * 21 ] |
| 2020年（令和02年） | 41,451           |          |
| 2021年（令和03年） | 43,359           |          |
| 2022年（令和04年） | 46,593           |          |
| 2023年（令和05年） | 48,677           |          |

備考
1. ↑  1985年9月30日開業。開業日から翌年3月31日までの183日間を集計したデータ。

## 駅周辺

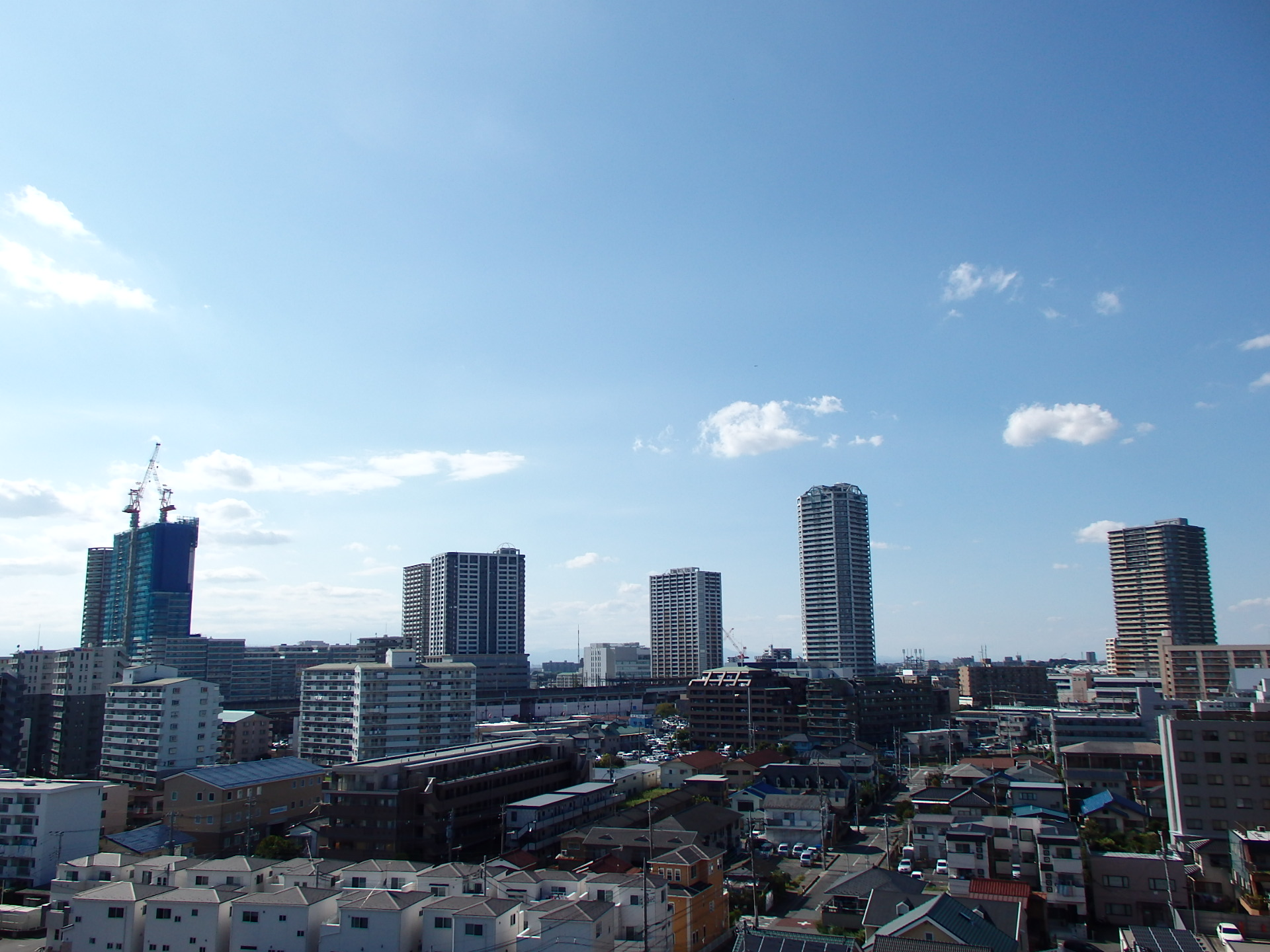
武蔵浦和駅周辺のタワー群（2015年）

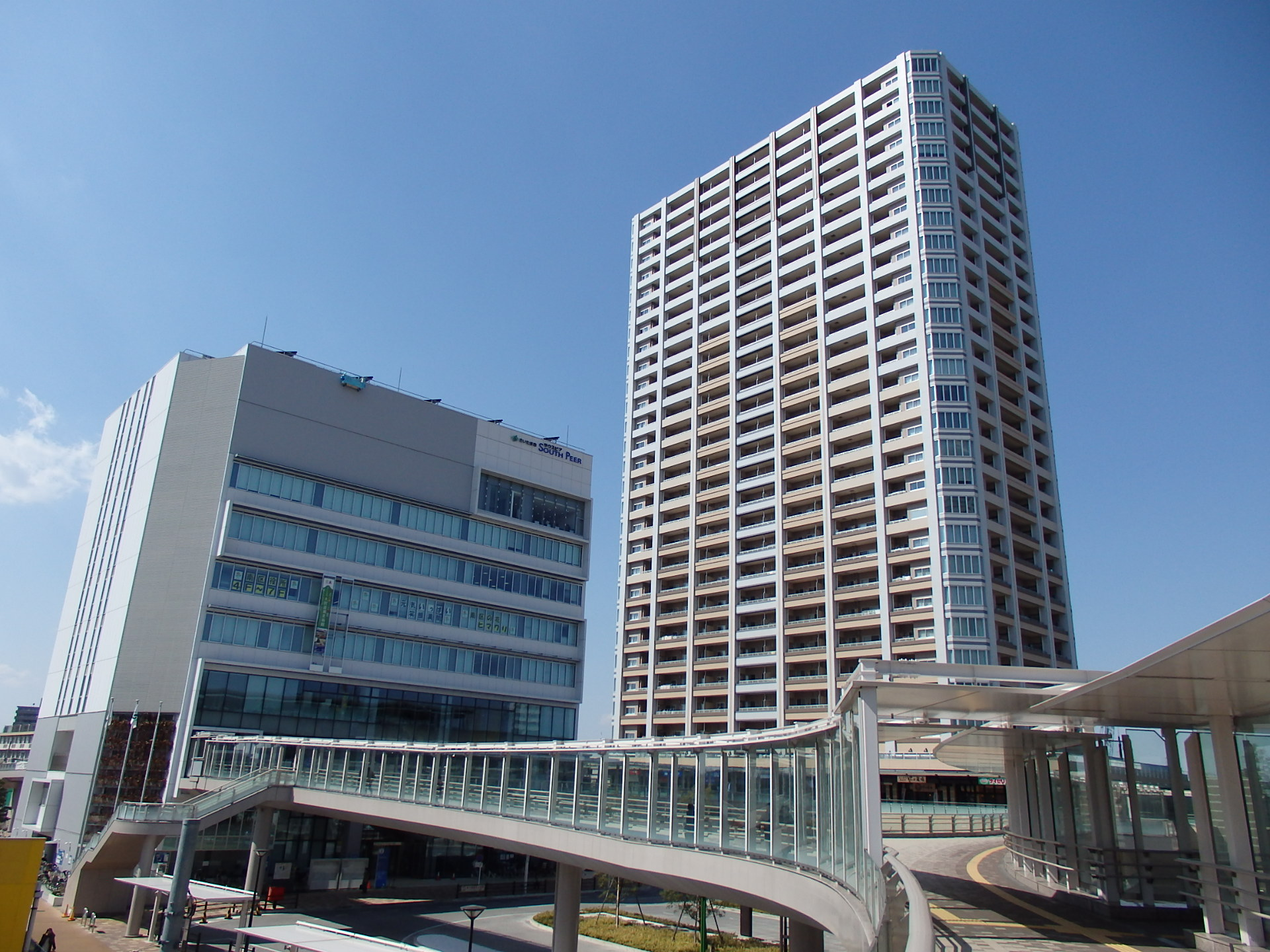
サウスピア、プラウドタワー武蔵浦和マークス

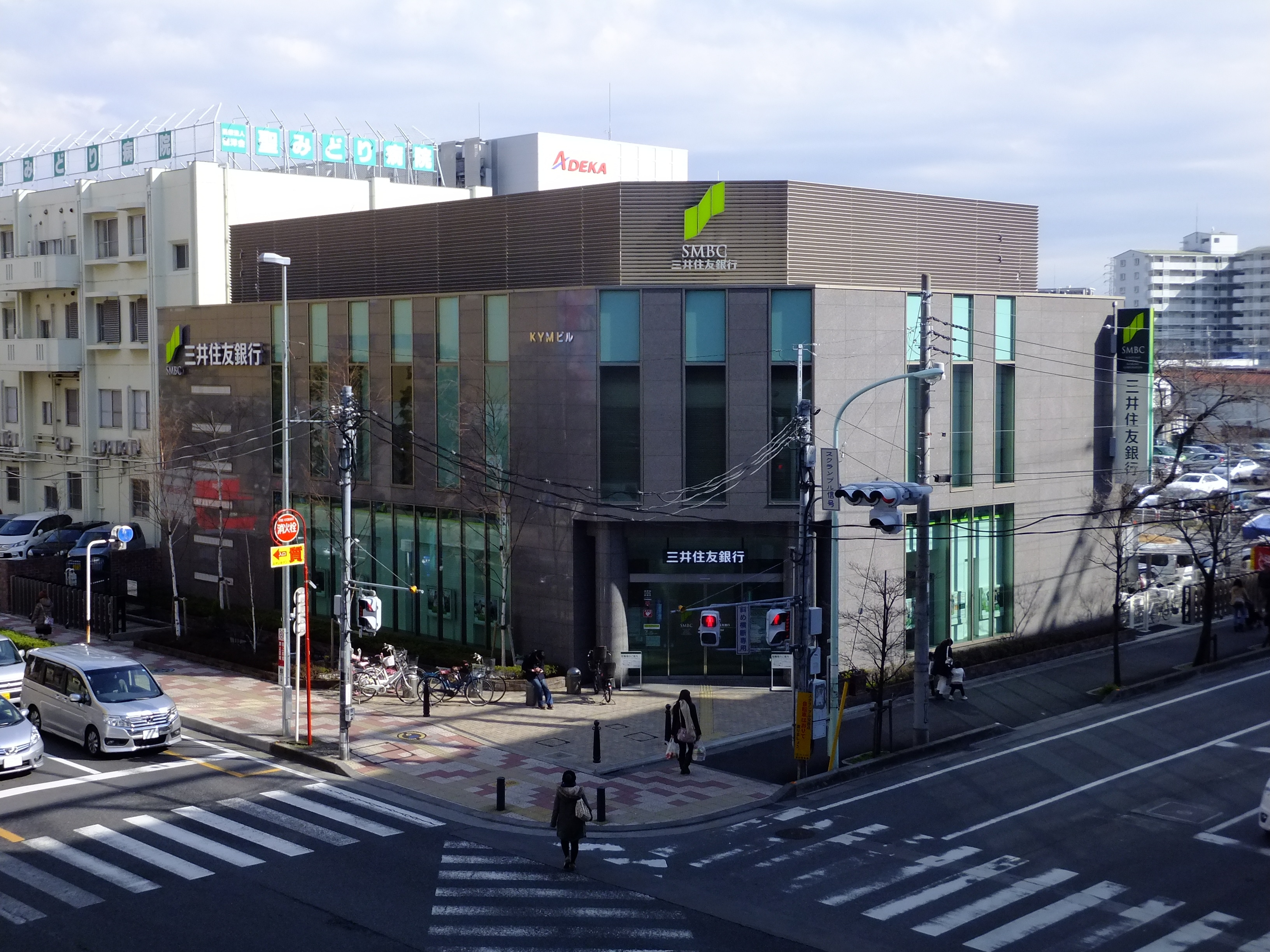
三井住友銀行武蔵浦和支店

当駅周辺は、さいたま市の副都心と位置付けられており、約52haが9つの街区に分けられ、複数の大規模再開発プロジェクトが進行中または完成している。駅前には南区役所の入る複合施設サウスピアがあり、超高層のタワーマンションが8棟竣工、または建設中である。ホテル・オフィス・商業施設などの建設も検討されている。
駅ビル
- 「ビーンズ武蔵浦和」 ※テナントの詳細は公式サイト「フロアマップ & ショップリスト」を参照
  - みずほ銀行 武蔵浦和支店
  - マルエツ 武蔵浦和店
  - スターバックスコーヒー武蔵浦和BEANS店
- 「マーレ」 ※テナントの詳細は公式サイト「ショップガイド」参照
- MEGAドン・キホーテ武蔵浦和店(旧ビバホーム跡地、2021年3月26日オープン[10]）

西口
- サウスピア（ペデストリアンデッキにより駅直結）
  - さいたま市南区役所（4 - 7階）[1]
  - さいたま市立武蔵浦和図書館（2-3階）
- ラムザタワー（駅直結）
  - 埼玉県武蔵浦和合同庁舎
  - 全国生活協同組合連合会（2022年5月まで）
  - 都市再生機構埼玉地域支社
  - 埼玉りそな銀行 武蔵浦和支店
  - プルデンシャル生命保険さいたま支社
  - スギドラッグ武蔵浦和駅前店（2023年11月23日オープン[11]）
- プラウドタワー武蔵浦和ガーデン・プラウドタワー武蔵浦和テラス（NALIA、駅直結）
  - マルエツ ナリア武蔵浦和店（2009年3月26日オープン[12]）
  - ウエルシア薬局 武蔵浦和店
- 武蔵浦和SKY&GARDEN
  - 高田製薬本社
- プラウドタワー武蔵浦和マークス（駅直結）
- プラウドシティ武蔵浦和 ステーションアリーナ（駅直結、2024年2月竣工予定）
  - the market Place 武蔵浦和（ヤオコー 武蔵浦和店）（2024年5月15日オープン[13][14]、オープン日時点で埼玉県で100店舗目のヤオコー[15])
  - セリア ザ・マーケットプレイス武蔵浦和店（2024年5月22日オープン）
  - トモズ ザ・マーケットプレイス武蔵浦和店（2024年5月22日オープン）
  - パリミキ ザ・マーケットプレイス武蔵浦和店（2024年5月22日オープン）
- 武蔵浦和ラーメンアカデミー
- 群馬銀行 武蔵浦和支店
- 川口信用金庫武蔵浦和支店
- ロッテ浦和工場・中央研究所
- 島忠 ホームズ浦和南店
- 埼玉県さいたま県土整備事務所
- 沼影市民プール
- 彩湖・道満グリーンパーク
- ロッテ浦和球場
- ヤクルト戸田球場

東口
- ライブタワー（駅直結）
  - DAISO ライブタワー武蔵浦和店
  - 須原屋 武蔵浦和店
  - スポーツクラブNAS 武蔵浦和
- MUSE CITY ザ・ファーストタワー (MUSE CITY)
  - 武蔵浦和メディカルセンター
  - オリンピック 武蔵浦和店（2005年10月28日オープン[16]）
  - ニトリ 武蔵浦和店
  - コナミスポーツクラブ 武蔵浦和
- 武蔵浦和 味の散歩道（飲食店街）
- VINES TERRACE（飲食施設）
- 7th.Ave（セブンス・アベニュー）（飲食施設）
- さいたま中央郵便局[1]
  - ゆうちょ銀行 さいたま支店
- さいたま市文化センター
- 三井住友銀行 武蔵浦和支店
- 武蔵野銀行 武蔵浦和支店
- 東京信用金庫浦和白幡支店
- ADEKA 浦和開発研究所
- ケルヒャージャパン 東京支店
- 東京ガスライフバル浦和 武蔵浦和店
- スターバックスコーヒー浦和別所店
- 埼玉建産連会館
- 白幡沼
- 睦神社
- 南消防署
- 餃子の王将武蔵浦和駅前店
- フンドーキン醤油東京支店
- オーケー武蔵浦和店（2020年4月21日オープン[17]）
- とんでん本社（とんでん白幡店）

学校
- 埼玉県立浦和商業高等学校
- さいたま市立浦和南高等学校
- さいたま市立白幡中学校
- さいたま市立内谷中学校
- さいたま市立南浦和中学校
- 戸田市立美笹中学校
- さいたま市立浦和大里小学校
- さいたま市立沼影小学校
- さいたま市立浦和別所小学校
- さいたま市立岸町小学校
- さいたま市立南浦和小学校
- さいたま市立辻小学校
- 戸田市立美谷本小学校

## バス路線
当駅に発着する路線バスは、国際興業バスにより運行されている（羽田空港への共同運行路線を除く）。東西の駅ロータリーおよび駅高架下の「田島通り」に、複数のバス乗り場が設置されている。
| のりば       | 運行事業者                    | 系統・行先                                                           | 備考                                                   |
| 東口発着     | 東口発着                      | 東口発着                                                             | 東口発着                                               |
| ------------ | ----------------------------- | -------------------------------------------------------------------- | ------------------------------------------------------ |
| 1            | 国際興業バス                  | 浦81：浦和駅西口                                                     |                                                        |
| 2            | 国際興業バス                  | - 武浦01：下笹目 - 浦81・南浦80・武浦80：戸田車庫                    |                                                        |
| 田島通り発着 |                               |                                                                      |                                                        |
| 3            | 国際興業バス                  | - 南浦08・南浦80：南浦和駅西口 - 浦81：浦和駅西口                    |                                                        |
| 4            | 国際興業バス                  | - 武浦01：下笹目 - 南浦08：田島団地 - 南浦80・武浦80・浦81：戸田車庫 |                                                        |
| 西口発着     |                               |                                                                      |                                                        |
| 1            | 国際興業バス                  | - 武浦10：浦和駅西口 - 武浦10・武浦10-2：田島団地                    |                                                        |
| 2            | 国際興業バス                  | - 武浦02：武蔵浦和駅東口（循環） - 武浦02-2：松本三丁目              |                                                        |
| 3            | 国際興業バス                  | さいたま市南区コミュニティバス：明花                                 |                                                        |
| 4            | 国際興業バス                  | - 武蔵浦和・池袋 - 東京ディズニーリゾート線®：東京ディズニーリゾート | 降車のみ。 池袋西口始発で運行している。                |
| 4            | - 国際興業バス - 東京空港交通 | 空港連絡バス：羽田空港 / 浦和駅西口                                  | 羽田空港行は乗車扱いのみ。浦和駅西口行は降車扱いのみ。 |

備考
国道17号方面から来たバスは、直接田島通り乗り場へ向かうのではなく、いったん東口ロータリー乗り場を経由してから田島通り乗り場へ向かう。ただし、例外として南浦08系統はロータリーに入らず、直接田島通り乗り場へ向かう。

## 隣の駅
東日本旅客鉄道（JR東日本）
 埼京線
■通勤快速
赤羽駅 (JA 15) - 武蔵浦和駅 (JA 21) - 大宮駅 (JA 26)
■快速
戸田公園駅 (JA 18) - 武蔵浦和駅 (JA 21) - 中浦和駅 (JA 22)
■各駅停車
北戸田駅 (JA 20) - 武蔵浦和駅 (JA 21) - 中浦和駅 (JA 22)
 武蔵野線
■各駅停車
南浦和駅 (JM 25) - 武蔵浦和駅 (JM 26) - 西浦和駅 (JM 27)
■しもうさ号
南浦和駅 (JM 25) - 武蔵浦和駅 (JM 26) - 大宮駅 (JS 24)
- 「しもうさ号」については、大宮駅 - 与野駅間は東北貨物線、与野駅 - 別所信号場間は武蔵野線大宮支線、別所信号場 - 当駅間は短絡線（武蔵野線西浦和支線）を経由する。
- 特急「鎌倉」停車駅

### 記事本文